# Kurumarlahalli, Chintamani
Kurumarlahalli là một làng thuộc tehsil Chintamani, huyện Chikkaballapur, bang Karnataka, Ấn Độ.